# 师恩祥
师恩祥 聖名:葛斯莫（1921年2月—2015年），河北徐水人，天主教易县教区正权主教（不被中国政府认可）。

## 生平
师恩祥十岁时便进入北京栅栏修道院修行。抗日战争期间，他于1941年转入宣化教区大修道院（若瑟总修院）学习。在修院因被迫解散后，前往太原学习神哲学。1947年，他在北京西直门天主堂晋铎。中华人民共和国成立后，1957年他因不参与三自革新组织而被以“反革命集团首犯”为名判处无期徒刑。此后他长期被关押，直至1980年被释放。1982年他接受易县教区周善夫主教秘密祝圣，成为易县教区辅理主教。1983年又在为教友行圣事时被捕，劳教三年，释放后在家中软禁。1989年他再度因参加天主教中国大陆主教团而被捕，1993年获释。1995年，易县教区刘冠东主教荣休，师恩祥接任主教一职。2001年4月耶稣受难节时他又在北京被捕，此后一直被秘密关押，直至2015年初在监禁中逝世。